# ОШ „Љубовије Бајић” Медвеђа
ОШ „Љубовије Бајић” у Медвеђи, једна је од установа основног образовања у општини Трстеник.
Поред матичне школе постоје и издвојена одељења у Рујишнику и Мијајловцу. Школа располаже са осам кабинета, четири класичне учионице и фискултурном салом. Наставу похађа укупно око 300 ученика.

## Историјат
Прва основна приватна школа отворена је у сеоској црквеној кући 1828. године, у време када је село имало 197 кућа, а школа 7 дечака.
Године 1933. била је прва школска година са дограђеним спратом. Школа је тада бојала 447 ученика.
Године 1961. Основна школа у Медвеђи проглашена за најбољу школу у Југославији.